# Józef Starkel
Józef Cyryl Starkel (ur. 10 marca 1807 w Gorlicach, zm. 15 września 1875 w Tarnowie) – polski lekarz, działacz społeczny, oświatowy i gospodarczy.

## Życiorys

### Dzieciństwo i młodość
Był synem lekarza nadwornego rodziny Stadnickich. Jego matka, Teresa de domo Stirba de Stirbitz, pochodziła ze spolszczonej staroszlacheckiej rodziny czeskiej; jej brat – Franciszek Stürba de Stürbitz – był nowosądeckim lekarzem, badaczem wód mineralnych Krynicy-Zdroju.
Józef Starkel skończył szkołę św. Anny we Lwowie, gimnazjum w Nowym Sączu i kurs filozofii w gimnazjum w Przemyślu; za wyniki w nauce otrzymał stypendium akademickie. W latach 1824–1830 studiował w Wiedniu, gdzie skończył medycynę, a poza tym kursy języka francuskiego, angielskiego i włoskiego (zakończone egzaminami publicznymi) oraz kurs agronomii. W okresie 1830–1831 przebywał w Padwie; otrzymał stopień doktora w dziedzinie medycyny i chirurgii oraz magistra w dziedzinie położnictwa.

### Pierwszy okres tarnowski (1832–1946)
W roku 1832 rozpoczął lekarską praktykę prywatną w Przemyślu, a następnie był lekarzem powiatowym w Mościskach (1832–1834), lekarzem nadwornym w dobrach ks. Henryka Lubomirskiego w Przeworsku (1835–1841) i lekarzem miejskim w Tarnowie (1841–1847); zastępował też lekarza obwodowego (obwód tarnowski), gdy pełniący tę funkcję Edward Kellerman wyjeżdżał do Wiednia. Był członkiem zarządu gminy Tarnów. Należał do grupy założycieli tarnowskiego Towarzystwa Strzeleckiego i jego wiceprezesem. W roku 1846 świadczył pomoc lekarską ofiarom rzezi galicyjskiej i publicznie zarzucił staroście tarnowskiemu (Joseph Breinel v. Wallernstern) inspirowanie tych zdarzeń, co było przyczyną jego przeniesienia do Rzeszowa.

### Okres rzeszowski (1847–1854)
W Rzeszowie zajmował stanowisko zastępcy lekarza obwodowego, należał też do obwodowej Rady Narodowej (utworzonej w czasie Wiosny Ludów). Zdobył uznanie w czasie walki z epidemiami tyfusu i cholery oraz księgosuszu (wśród zwierząt); publikował artykuły na temat profilaktyki chorób zakaźnych i krytykował gospodarczą i rolniczą politykę rządu.

### Drugi okres tarnowski (1855–1875)
Powrót do Tarnowa stał się możliwy dzięki burmistrzowi Tarnowa, Antoniemu Seemanowi, i biskupowi tarnowskiemu, Alojzemu Pukalskiemu. W roku 1855 Józef Starkel odzyskał stanowisko lekarza miejskiego, a wkrótce potem – naczelnego lekarza miejskiego, lekarza więziennego i lekarza sądowego. W czasie powstania styczniowego działał w obwodowej organizacji narodowej; znalazł się na urzędowej liście osób „podejrzanych politycznie”. Pomagał rannym dowożonym zza kordonu; skłonił Władysława Sanguszkę do udostępnienia części pałacu w Gumniskach na potrzeby prowizorycznego szpitala. Przetłumaczył z niemieckiego i wydał publikację ułatwiającą pracę chirurgów. Apelował też o reorganizację systemu opieki lekarskiej na wsi (koordynację działań lekarzy, towarzystw rolniczych i plebanów); zalecał wprowadzenie regularnych szczepień dzieci przeciw ospie; zorganizował miejską komisję zdrowia (jedną z pierwszych w Galicji), zajmującą się stanem sanitarnym miejsc publicznych (odpowiednik dzisiejszych Inspekcji Sanitarnych). Założył „Czytelnię dla Rzemieślników”, dla której zgromadził kilkaset tomów i zabezpieczył finansowanie. Był jednym z twórców pierwszej szkoły żeńskiej w Tarnowie, przedszkola (ogródek Fröbela), szkoły więziennej, ochronki dla dzieci osieroconych, bezdomnych i biednych. Ochronką opiekował się do końca życia, zapewniając jej finansowanie. Był członkiem lwowskiego Towarzystwa Pedagogicznego, Stowarzyszenia Wincentego à Paulo (świadczącego pomoc chorym i biednym, zob. Wincenty à Paulo i Antoine-Frédéric Ozanam), Towarzystwa Dobroczynności (finansowanego przez Lubomirskich) i starszym w Bractwie Niepokalanego Poczęcia Maryi Panny. Tworzył lub współtworzył:
- Galicyjskie Towarzystwo Lekarskie we Lwowie,
- Stowarzyszenie Rzemieślników „Gwiazdka Tarnowska”, które organizowało wykłady i odczyty dotyczące handlu, przemysłu, rachunkowości, religii i rysunków),
- tarnowską filię Towarzystwa Rolniczego Krakowskiego,
- tarnowskie Towarzystwo Strzeleckie; spowodował rozbudowę ogrodu Towarzystwa, w którym znajdowała się strzelnica, i jego przekształcenie w otwarty park miejski (obecnie Park Strzelecki w Tarnowie).

## Publikacje (wybór)[1]
- De oeconomia in re medicali, wł. (zob. Homo oeconomicus); praca doktorska (1831),
- O łaźni parowej w krótkości zebrane uwagi dla tych, którzy takowej z korzyścią chcą używać (1848, 1858),
- tłumaczenie pracy F. Pithy O wartości antyflogozy w leczeniu uszkodzeń traumatycznych a mianowicie złamań kości, „Przegląd Lekarski” nr 9–11 (1864),
- Korespondencja z Tarnowa (w sprawie pomocy lekarskiej dla ludności wiejskiej), „Przegląd Lekarski” (1864),
- O chorobie nagminnej w mieście obwodowym Tarnowie jesieni 1866 r., „Przegląd Lekarski” nr 5–7 (1867),
- Głos z kraju o potrzebie reformy publicznej służby zdrowia, przedstawiony Tow. Lekarskiemu w Krakowie (Lwów, 1868),
- Projekt zawiązania towarzystwa lekarzów polskich w Galicji, „Przegląd Lekarski” nr 6–10 (1866 nr 1).

## Nagrody i wyróżnienia
Otrzymał nagrodę pieniężną za walkę z epidemiami (z listem pochwalnym z kancelarii cesarskiej). Został powołany na członka korespondenta:
- Towarzystwa Lekarskiego Krakowskiego
- Towarzystwa Gospodarczego Galicyjskiego
- Towarzystwa Rolniczego Krakowskiego

Przyznano mu tytuł honorowego obywatela Tarnowa.

## Upamiętnienie
W roku 1996 w Wydziale Zdrowia Urzędu Wojewódzkiego w Tarnowie utworzono Komisję ds. nadawania patronów szpitalom tarnowskim. Komisja uchwaliła nadanie Szpitalowi Wojewódzkiemu imienia Józefa Starkela, jednak wojewoda tarnowski nie zatwierdził tej decyzji. W roku 2001 Polskie Towarzystwo Lekarskie i Społeczny Komitet Opieki nad Cmentarzem Starym w Tarnowie odnowiły jego grobowiec.

## Życie prywatne
Był żonaty dwukrotnie. Z pierwszą żoną, Felicją z Sas Jaworskich, miał ośmioro dzieci, wśród nich: Juliusza (później – pisarza i publicystę), Władysława (później – praktykant gospodarski, uczestnik powstania styczniowego i jeniec w Penzie), Alberta, Emanuela (później – uczestnik bitwy pod Miechowem, absolwent UJ, chirurg w Tarnowie), Cyrylę Annę, Romualda, (później – pedagog i publicysta, ps. Sulisław). Z drugą żoną, Cecylią de domo Kramkowską (lub Krankowską), nie miał dzieci.
Zmarł 15 września 1875 r. w Tarnowie, wkrótce po ustąpieniu ze stanowiska naczelnego lekarza miejskiego, które było związane z psychicznym załamaniem po śmierci syna i potencjalnego następcy – Emanuela (zmarł na tyfus w 1874 r.). Został pochowany na cmentarzu w Zabłociu (później – Stary Cmentarz w Tarnowie).